# 摩洛哥 (电影)
《摩洛哥》（英語：Morocco）是一部於1930年上映的爱情电影，由约瑟夫·冯·斯坦伯格导演，賈利·古柏、玛莲娜·迪特里茜和阿道夫·门吉欧主演。片中最著名的一场戏为黛德丽身穿男式燕尾服唱歌并亲吻了一个女人，两者都在当时都是不可接受的丑闻。本片获得四项奥斯卡奖提名，分别为最佳女主角，最佳导演，最佳艺术指导和最佳摄影。1992年，《摩洛哥》因其在“文化、历史和审美方面的显著成就”，被美国国会图书馆列入国家电影登记部下属的国家电影保存委员会保护电影名单。

## 提名与获奖
| 奖项                                            | 类别         | 获得者             | 结果 |
| ----------------------------------------------- | ------------ | ------------------ | ---- |
| 1930年國家評論協會奖                            | 十大电影     | 《摩洛哥》         | 獲獎 |
| 第4届奥斯卡金像奖 （美国电影艺术与科学学会）    | 最佳导演     | 约瑟夫·冯·斯坦伯格 | 提名 |
| 第4届奥斯卡金像奖 （美国电影艺术与科学学会）    | 最佳女主角   | 玛琳·黛德丽        | 提名 |
| 第4届奥斯卡金像奖 （美国电影艺术与科学学会）    | 最佳艺术指导 | 汉斯·德莱尔        | 提名 |
| 第4届奥斯卡金像奖 （美国电影艺术与科学学会）    | 最佳摄影     | 李·加默斯          | 提名 |
| 1932年电影旬报最佳奖                            | 最佳外语片   | 约瑟夫·冯·斯坦伯格 | 獲獎 |
| 1992年国家电影保护局收藏 （国家电影保存委员会） | 故事片       | 《摩洛哥》         | 獲獎 |

## 外部連結
- 開眼電影網上《摩洛哥》的資料（繁體中文）
- 豆瓣电影上《摩洛哥》的資料 （简体中文）
- 时光网上《摩洛哥》的資料（简体中文）
- AllMovie上《摩洛哥》的资料（英文）
- 爛番茄上《摩洛哥》的資料（英文）
- TCM电影资料库上《摩洛哥》的资料（英文）
- 互联网电影数据库（IMDb）上《摩洛哥》的资料（英文）